# Hr.Ms. O 21 (1940)
De Hr.Ms. O 21 was een Nederlandse onderzeeboot van de naar deze onderzeeboot genoemde O 21-klasse. De bouw van de O 21 vond, net als die van de O 22 en O 23, plaats kort voor de Duitse aanval op Nederland in 1940. De O 21-klasse boten waren gepland als K XXI-klasse boten. Ze waren oorspronkelijk bestemd voor de wateren rond Nederlands-Indië, de K staat namelijk voor "koloniën".

## De O 21 tijdens de Tweede Wereldoorlog
In mei 1940 was de O 21 nog niet volledig afgebouwd. De boot maakte samen met de O 22 op de avond van 10 mei 1940 de oversteek van Vlissingen naar het Verenigd Koninkrijk. Deze tocht vond plaats onder begeleiding van het bewakingsvaartuig' BV 37. Deze BV 37 was de door de Nederlandse marine gevorderde sleepboot De Schelde. Tijdens de overtocht naar het Verenigd Koninkrijk hadden de O 21 en de O 22 geen wapens aan boord, dus geen torpedo's en geen munitie voor de dekkanonnen. Op de ochtend van 11 mei 1940 bereikten de drie boten de Downs. Omdat er door alle haast geen kaarten aan boord waren moest de navigatie naar de Downs gebeuren aan de hand van een oude Duitse Fischereikarte die op het laatste moment was afgenomen van een Groningse kustvaarder.

### Groot-Brittannië
Aangekomen in het Verenigd Koninkrijk werd de O 21 afgebouwd op de marinewerf bij Rosyth in Schotland. Na de voltooiing was de boot kortstondig gestationeerd in Portsmouth. Na de val van Frankrijk werd de haven van Portsmouth niet meer als veilig beschouwd, daarom plaatste men een aantal Nederlandse onderzeeboten over naar de tijdelijke haven in Dundee. Vanuit Dundee voerde de O 21 operaties uit op de Noordzee en de Atlantische Oceaan, deze operaties waren echter weinig succesvol. Tot tweemaal toe kreeg hij de kans om een Duitse onderzeeboot aan te vallen, eenmaal begin augustus 1940 en eenmaal eind september 1940, maar beide aanvallen mislukten.
Tijdens de stationering in Dundee voerde de O 21 tests uit met de Britse 21" Mark IV torpedo. Dit werd gedaan om de combinatie van een Britse torpedo en een Nederlandse torpedobuis uit te proberen. De torpedobuizen van de Nederlandse onderzeeboten waren namelijk ontwikkeld voor een ander type torpedo. In het geval van de O 21 was dat de V53 van Whitehead & Co uit Fiume. Tijdens de eerste test in het Britse torpedo-testgebied verscheen er een Duits Heinkel-vliegtuig, het beschoot de O 21 waardoor deze de test moest afbreken en duiken. Enkele dagen later werd de proefneming alsnog afgerond.

### Gibraltar

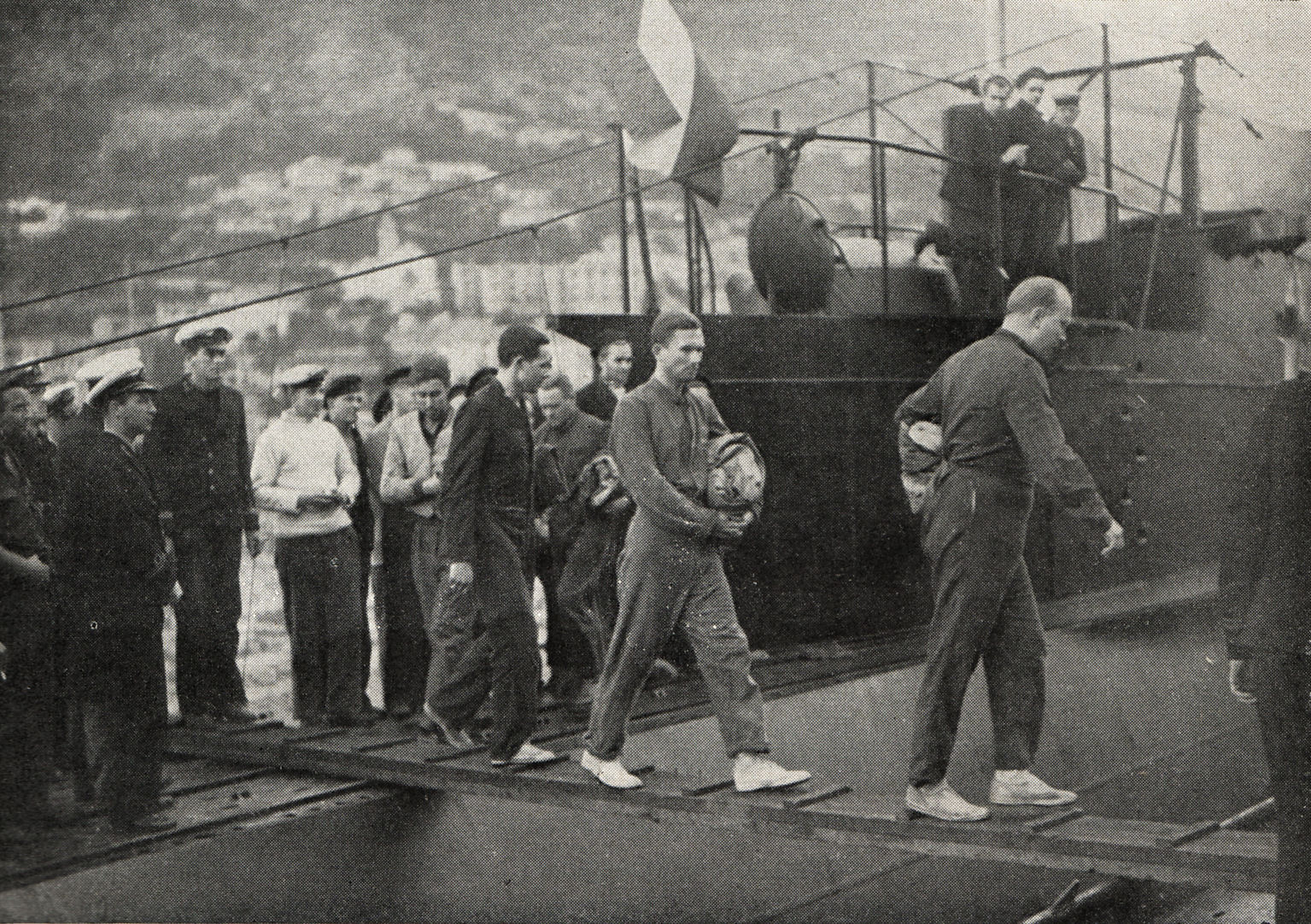
De O 21 zet de overlevenden van de U-95 af in Gibraltar.

Na overleg tussen de Nederlandse marine-autoriteiten en de Britse onderzeedienst werden drie Nederlandse onderzeeboten, waaronder de O 21, begin 1941 overgeplaatst naar de Britse marinebasis in Gibraltar. Vanuit Gibraltar moest de O 21 operaties uitvoeren in de Atlantische Oceaan en de Middellandse Zee. Het eerste halfjaar bestonden de bezigheden uit konvooidiensten op de route tussen Gibraltar en het Verenigd Koninkrijk. Vanaf 19 juli 1941 voerde de boot ook oorlogspatrouilles uit in de Tyrreense Zee; het gebied tussen Sardinië en de Italiaanse westkust. Deze oorlogspatrouilles waren een stuk succesvoller dan die op de Noordzee en de Atlantische Oceaan. De volgende schepen werden door de O 21 tot zinken gebracht:
- 29-07-1941 Italiaans koopvaardijschip; 4000 ton (onbevestigd)
- 03-08-1941 Italiaanse schoenerbrik van 750 brt door eigen boordkanon tot zinken gebracht (bron: M.A. van Alphen: 'Kroniek der Zeemacht' (2003))
- 05-09-1941 Italiaans stoomschip; Isarco; 5738 ton
- 03-10-1941 Frans schip; Qued Iquem; 3450 ton
- 16-11-1941 Italiaanse motorschoener; San Salvatore; 250 ton
- 28-11-1941 Duitse onderzeeboot; U-95; 500 ton

In totaal bracht de O 21 tien schepen tot zinken volgens Dutchsubmarines.com. Het doen zinken van de U-95 werd gezien als een groot succes. Tijdens de Tweede Wereldoorlog zijn er in totaal niet meer dan veertien Duitse onderzeeboten door geallieerde onderzeeboten tot zinken gebracht. Bij het tot zinken brengen van de U-95 heeft de O 21 geluk gehad. De U-95 patrouilleerde voor de Spaanse kust, onder andere jagende op naar Gibraltar terugkerende Britse onderzeeërs. Omdat het silhouet van de O 21 niet overeenkwam met dat van een Britse onderzeeboot en de boot plotseling van koers veranderde twijfelde de Duitse commandant over de identiteit. Hij liet contact zoeken met de vraag of men zich wilde bekendmaken. De Nederlandse commandant Jan van Dulm van de O 21 twijfelde niet en liet bij wijze van antwoord twee torpedo's richting de U-95 lanceren. Beide torpedo's troffen doel, maar de eerste schampte slechts en explodeerde niet door een koersverandering van de U-95. De tweede torpedo raakte waarschijnlijk de scheepsschroef en/of de roerinstallatie met als gevolg het zinken van de U 95. Door de O 21 werden twaalf overlevenden van de U-95 gered. In december 1941 keerde de O 21 terug naar het Verenigd Koninkrijk voor periodiek onderhoud.

### Colombo
Vanaf halverwege 1942 tot en met 1943 opereerde de O 21 vanuit Colombo op Sri Lanka in de Straat Malakka. Tijdens deze oorlogspatrouilles wist de O 21 de volgende schepen tot zinken te brengen:
- 13-03-1943 Japans vrachtschip; ss Kasago Maru 2; 3967 ton
- 22-04-1943 Japans vrachtschip; ss Yamazato Maru; 6925 ton

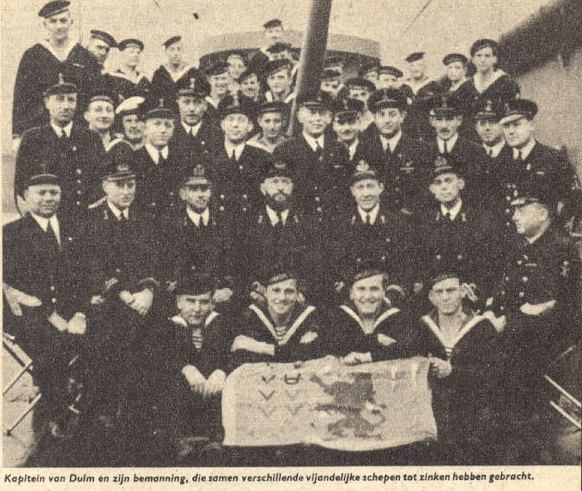
De bemanning van de O 21

### Fremantle
Vanaf augustus 1943 was de O 21 gestationeerd in Fremantle in Australië en viel het schip onder Amerikaans commando. Maar eind 1943 moest de O 21 terugkeren naar Dundee vanwege problemen met de voortstuwing. Na reparaties in Dundee vertrok de boot naar de Verenigde Staten via Newfoundland en Halifax. In Philadelphia vonden verdere herstelwerkzaamheden. Pas in februari 1945 vertrok de O 21 richting Australië. Vanaf mei 1945 opereerde hij weer vanuit Freemantle. Tijdens patrouilles bracht de onderzeeër alleen een Japanse vissersboot tot zinken.

## DeO 21na de Tweede Wereldoorlog
Na de overgave van Japan bleef de O 21 tot begin 1946 patrouilles uitvoeren in de wateren van Nederlands-Indië, waarna de boot naar Nederland vertrok. Van 1946 tot 1950 heeft de O 21 vanuit Nederland dienstgedaan als patrouilleboot. Daarna werd hij tot het eind van zijn dienstperiode gebruikt bij het testen van torpedo's. De O 21 lanceerde hierbij verschillend afgestelde torpedo's op een testdoel waarbij een ander schip dan de torpedo volgde. Afhankelijk van het gedrag van de torpedo werden er aanpassingen gemaakt en werd de test opnieuw uitgevoerd.

## Boeken
Verschillende opvarenden van de O 21 hebben later boeken met hun oorlogservaringen geschreven.
- Onder de bloedvlag van Hr. Ms. O 21 van commandant J.F. van Dulm uit 1947.
- Hr.Ms. O 21 en De Kat Met Negen Levens van Wijnand Claes uit 1980.
- Jonge honden - Oude helden van Jan Biesemaat uit 2002.